# Trichoncus hispidosus
Trichoncus hispidosus là một loài nhện trong họ Linyphiidae.
Loài này thuộc chi Trichoncus. Trichoncus hispidosus được Andrei V. Tanasevitch miêu tả năm 1990.